# Zara (piosenkarka)
Zara, właśc. Zarifa Paszajewna Mgojan, ros. Зарифа Пашаевна Мгоян (ur. 26 lipca 1983 w Leningradzie) – rosyjska piosenkarka i aktorka pochodzenia kurdyjskiego.
Zarifa Paszajewna Mgojan urodziła się w rodzinie kurdyjskiej mieszkającej w Sankt Petersburgu. Jej ojcem jest kandydat nauk fizyczno-matematycznych Paszał Bimbaszyjewicz Mgojan (ros. Пашал Бимбашиевич Мгоян), matką – Nadi Dżamałowna Mgojan (ros. Нади Джамаловна Мгоян).

## Życie prywatne
Pierwszym mężem Zary był biznesmen, milioner Siergiej Matwijenko – syn gubernator Sankt Petersburga Walentiny Matwijenko (pełniła urząd w latach 2003-2011). Aby móc wziąć z nim ślub w cerkwi prawosławnej, na co nalegał narzeczony, piosenkarka przeszła z dotychczasowego wyznania – jezydyzmu – na chrześcijaństwo. Na chrzcie w cerkwi otrzymała imię Złata. Ślub artystki i Matwijenki odbył się w soborze Kazańskiej Ikony Matki Bożej w Petersburgu. Małżeństwo trwało od 2004 do 2006 roku.
Drugim mężem Zary jest Siergiej Iwanow – były biznesmen branży farmaceutycznej, obecnie naczelnik wydziału farmacji w departamencie zdrowia miasta Moskwy. 7 maja 2010 roku urodziła syna.
Jest znana ze związków z Kremlem i aktywnego wspierania prezydenta Putina, w wyborach prezydenckich roku 2018 była jego mężem zaufania. W kwietniu 2022 poparła agresję Rosji na Ukrainę, wcześniej wspierała bombardowania Rosji w Syrii.

## Dyskografia
- 1999 – Sierdce Dżuljetty (Сердце Джульетты)
- 2000 – Zara (Зара)
- 2002 – Tam, gdie tieczot rieka (Там, где течёт река)
- 2003 – Zara
- 2004 – Nie ostawlaj mienia odnu (Не оставляй меня одну)
- 2007 – Ja nie ta (Я не та)
- 2009 – Dla niejo (Для неё)

## Filmografia
- 2005 - Faworski (ros. Фаворский) – Gajane[8]
- 2006 – Życie i śmierć Lonki Pantielejewa (ros. Жизнь и смерть Лёньки Пантелеева) – Aza, cyganka[8]
- 2006 – Puszkin: ostatni pojedynek (ros. Пушкин. Последняя дуэль) – Smirnova-Rosset[8][9]
- 2009 – Biały piasek (ros. Белый песок) – Аmina[8]
- 2010 – Małe dramaty (ros. Маленькие трагедии – Donna Anna, wdowa Komandora[8]